# Tabebuia haemantha
Tabebuia haemantha är en katalpaväxtart som först beskrevs av Antonio Bertoloni och Spreng., och fick sitt nu gällande namn av Dc.. Tabebuia haemantha ingår i släktet Tabebuia och familjen katalpaväxter. Inga underarter finns listade i Catalogue of Life.